# Chris Wingert
Chris Wingert est un joueur international américain de soccer né le 16 juin 1982 à Babylon dans l'État de New York. Il évolue au poste de défenseur en Major League Soccer tout au long de sa carrière professionnelle qui s'étend de 2004 à 2017.

## Palmarès
- Avec le  Real Salt Lake :
  - Vainqueur de la Coupe MLS en 2009
  - Finaliste de la Coupe MLS en 2013
  - Finaliste de la Coupe des États-Unis en 2013
  - Finaliste de la Ligue des champions de la CONCACAF en 2011

### Distinctions individuelles
En 2003, il est récipiendaire du Trophée Hermann.